# La Luz (Coahuila)
La Luz es una localidad del estado mexicano de Coahuila. Es parte del municipio de Matamoros.

## Demografía
| Gráfica de evolución demográfica |
|                                  |

| Censo | Población |
| ----- | --------- |
| 1900  | 31        |
| 1910  | 157       |
| 1921  | 67        |
| 1930  | 1 214     |
| 1940  | 853       |
| 1950  | 1 134     |
| 1960  | 1 058     |
| 1970  | 1 377     |
| 1980  | 1 754     |
| 1990  | 2 523     |
| 2000  | 2 151     |
| 2010  | 2 432     |
| 2020  | 2 368     |